# Bulbophyllum sempiternum
Bulbophyllum sempiternum là một loài phong lan thuộc chi Bulbophyllum.